# Kwiecień 2023

## 30 kwietnia
- 11 osób zginęło, a dziewięć zostało rannych w wyniku wycieku gazu w mieście Ludhijana w Pendżabie w Indiach[1].
- Santiago Peña został wybrany na prezydenta Paragwaju[2].
- Chińczyk Ding Liren został mistrzem świata w szachach, pokonując w 4. partii dogrywki Jana Niepomiaszczija i wygrywając ostatecznie 9,5 do 8,5[3].

## 29 kwietnia
- Co najmniej 18 osób zginęło, a 33 zostało rannych po tym, jak autobus wpadł do wąwozu w Nayarit w Meksyku[4].

## 28 kwietnia
- Inwazja Rosji na Ukrainę: Co najmniej 25 cywilów zginęło, a wielu zostało rannych w nowej fali rosyjskich ataków rakietowych na Ukrainę. Kijów został ostrzelany po raz pierwszy od 51 dni[5][6].
- Po śmierci biskupa Wiktora Wysoczańskiego, Rada Synodalna Kościoła Polskokatolickiego w RP powierzyła obowiązki ordynariusza diecezji warszawskiej, przewodniczącego Rady Synodalnej i p.o. zwierzchnika Kościoła Polskokatolickiego w RP ks. dr. Andrzejowi Gontarkowi[7].

## 25 kwietnia
- Inwazja Rosji na Ukrainę: Rosyjski atak rakietowy S-300 na Kupiańsk w obwodzie charkowskim zabił co najmniej jednego cywila i ranił 10 innych[8].
- Hakuto-R Mission 1, bezzałogowy lądownik księżycowy zbudowany przez japońską firmę lotniczą ispace, zaginął po tym, jak firma straciła kontakt ze statkiem kosmicznym podczas schodzenia na powierzchnię Księżyca. Na pokładzie znajdował się łazik Emirates Lunar Mission Rashid wraz z transformowalnym robotem SORA-Q, zbudowanym przez Tomy i JAXA[9].

## 24 kwietnia
- 17 osób zginęło, a ponad 50 zostało rannych po tym, jak materiały wybuchowe, znajdujące się w piwnicy komisariatu policji w Kabal Tehsil w dystrykcie Swat w Pakistanie, zapaliły się, powodując eksplozje[10].
- Burza magnetyczna uderzyła w Ziemię, powodując zorze polarne aż po Alabamę i południową Anglię. Burzę zarejestrowano na poziomie G4[11][12].

## 23 kwietnia
- 47 członków Międzynarodowego Kościoła Dobrej Nowiny zostało znalezionych martwych w Malindi w Kenii[13].

## 22 kwietnia
- Co najmniej dziewięciu cywilów zginęło, a 60 zostało rannych w potrójnym samobójczym zamachu bombowym w Sévaré w regionie Mopti w Mali[14].
- Synod Kościoła Starokatolickiego w Austrii wybrał ks. Marię Kubin na biskupa Kościoła, czyniąc ją pierwszą kobietą biskupem w tymże Kościele[15].

## 21 kwietnia
- Osiem osób zginęło, a 128 zostało rannych po tym, jak rzadkie i duże tornado uderzyło w dwie wioski w pobliżu Naypyidaw w Birmie[16].
- Wrak statku Cesarskiej Marynarki Wojennej Japonii MV Montevideo Maru, zatopionego podczas II wojny światowej, został znaleziony po 81 latach na Morzu Południowochińskim, u wybrzeży wyspy Luzon. Statek, który przewoził ponad 1000 jeńców wojennych, w tym 850 australijskich jeńców wojennych[17].

## 20 kwietnia
- SpaceX Starship, najpotężniejsza rakieta w historii, pierwszy raz wystartowała i po prawie czterech minutach eksplodowała[18].
- Hybrydowe zaćmienie Słońca wystąpiło na południowym Pacyfiku w Australii, Timorze Wschodnim i Indonezji[19].

## 19 kwietnia
- Co najmniej 90 osób zginęło, a 322 zostały ranne w wyniku wybuchu paniki w Sanie w Jemenie, w trakcie imprezy charytatywnej[20].
- Według raportu Funduszu Ludnościowego Narodów Zjednoczonych Indie prześcigną Chiny pod względem liczby ludności do połowy 2023 roku[21].

## 18 kwietnia
- W pożarze szpitala w Pekinie zginęło 29 osób[22].

## 16 kwietnia
- 36 osób zginęło, gdy bojownicy Państwa Islamskiego zaatakowali grupę łowców trufli w prowincji Hama. Pięciu ludzi zostało również zabitych w pobliżu Dajr az-Zaur[23].
- Co najmniej 33 osoby zginęły, gdy uzbrojeni napastnicy zaatakowali wioskę w Runji, w stanie Kaduna[24].
- Po 18 latach budowy Olkiluoto 3 w Finlandii, największy reaktor jądrowy w Europie o mocy 1,6 GW, zaczął regularnie dostarczać energię elektryczną[25][26].

## 15 kwietnia
- Rebelia RSF w Sudanie: Walki toczyły się w całym Sudanie trzy dni po zmobilizowaniu paramilitarnych Sił Szybkiego Wsparcia (RSF). RSF stwierdziły, że zdobyły międzynarodowe lotnisko i pałac prezydencki w Chartumie. Co najmniej 56 cywilów zostało zabitych, a 595 innych było rannych oraz kilku żołnierzy i sił rebeliantów. Kilku żołnierzy egipskich zostało wziętych do niewoli przez RSF[27][28].
- 16 osób zginęło, a dziewięć zostało rannych w pożarze budynku mieszkalnego w Dubaju w Zjednoczonych Emiratach Arabskich[29].
- 12 osób zginęło, a 28 zostało rannych, gdy autobus wpadł do wąwozu w Raigad w stanie Maharasztra w Indiach[30].
- SpaceX wystrzeliło satelitę obserwacyjnego Ziemi TAIFA-1, pierwszego satelitę operacyjnego Kenii, z Vandenberg Space Force Base w Kalifornii na rakiecie Falcon 9 Block 5. Satelita będzie zbierała dane środowiskowe, w tym dane o powodziach, suszach i pożarach[31].

## 14 kwietnia
- Co najmniej 42 osoby zostały zabite przez bojowników CODECO podczas nalotu na wioskę w prowincji Ituri w Demokratycznej Republice Konga[32].
- Inwazja Rosji na Ukrainę: Rosyjski atak rakietowy na Słowiańsk w obwodzie donieckim zabił co najmniej ośmiu cywilów i ranił 21 kolejnych[33].
- Z kosmodromu w Gujanie Francuskiej, za pomocą rakiety nośnej Ariane 5, wyniesiona została w przestrzeń kosmiczną sonda Europejskiej Agencji Kosmicznej Jupiter Icy Moon Explorer (JUICE), mająca przeprowadzić badania trzech księżyców Jowisza: Ganimedesa, Kallisto i Europy[34].

## 11 kwietnia
- Co najmniej 100 osób zginęło podczas nalotu przeprowadzonego przez juntę wojskową w wiosce Pazigyi w prowincji Sikong, w trzecim dużym ataku na ludność cywilną od rozpoczęcia ofensywy junty w Sikongu w lutym. To najbardziej śmiercionośny atak junty od czasu przejęcia władzy w 2021 roku[35].

## 10 kwietnia
- Co najmniej 10 osób zginęło, a 25 innych zostało rannych w wypadku autobusu w regionie Lima w Peru[36].

## 8 kwietnia
- Co najmniej 10 osób zginęło w Migori w Kenii, kiedy kierowca ciężarówki stracił panowanie nad pojazdem i wjechał w pieszych[37].
- Do sieci wyciekły dwa zestawy tajnych dokumentów Stanów Zjednoczonych dotyczących wojny rosyjsko-ukraińskiej. Przecieki obejmowały również dane wywiadowcze USA na temat innych krajów, w tym Korei Północnej, Chin, Iranu i Zjednoczonych Emiratów Arabskich[38].

## 7 kwietnia
- 20 osób zginęło w wyniku ataku członków Państwa Islamskiego na wioskę w Musandaba w Demokratycznej Republice Konga[39].
- W wieku 103 lat zmarł w Boynton Beach Benjamin Ferencz, amerykański prawnik węgierskiego pochodzenia, ostatni żyjący oskarżyciel w procesach norymberskich[40].

## 6 kwietnia
- Co najmniej 44 osoby zostały zabite przez dżihadystów w dwóch wioskach w prowincji Séno w regionie Sahelu w Burkinie Faso[41].

## 5 kwietnia
- Prezydent Ukrainy Wołodymyr Zełenski, wraz z małżonką Ołeną Zełenśką, złożył pierwszą, od inwazji Rosji na Ukrainę, oficjalną wizytę w Polsce[42].

## 4 kwietnia
- Były prezydent USA Donald Trump został aresztowany i przedstawiono mu 34 zarzuty karne dotyczące fałszowania dokumentacji biznesowej[43].
- Finlandia oficjalnie została 31. państwem członkowskim Organizacji Traktatu Północnoatlantyckiego[44].

## 2 kwietnia
- Co najmniej 21 osób zginęło, a inne uznano za zaginione po osunięciu się ziemi w Bolowej w Demokratycznej Republice Konga[45].
- 15 osób zginęło po zalaniu dwóch kopalni węgla w Cibitoke w Burundi[46].
- W Finlandii odbyły się 39. wybory do fińskiego Parlamentu[47].
- Zakończenie 44. Edycji Pucharu Świata mężczyzn w skokach narciarskich[48].

## 1 kwietnia
- Rosja objęła przewodnictwo w Radzie Bezpieczeństwa Organizacji Narodów Zjednoczonych w ramach comiesięcznej rotacji w 15-osobowym organie Rady, pomimo protestów Ukrainy[49].